# 다타라 아쓰토
다타라 아쓰토(일본어: 多々良 敦斗, 1987년 6월 23일 ~ )는 일본의 축구 선수이다. 현재 일본 풋볼 리그의 레인미어 아오모리에서 뛰고 있다.

## 구단 경력
그는 2012년부터 2018년까지 J리그의 마쓰모토 야마가 FC, 베갈타 센다이, 제프 유나이티드 지바, 로아소 구마모토에서 활동하였다.